# Fort no 4
Le fort numéro 4 était le fort britannique le plus au nord le long du fleuve Connecticut, au New Hampshire durant la guerre de Sept Ans.
Situé sur la Plantation (colonie) no 4, aujourd'hui dans la ville de Charlestown, il était situé à plus de 50 km (30 milles) au nord d'un autre fort britannique, le fort Dummer, aujourd'hui Brattleboro Vermont. La construction a commencé en 1740 par les frères Stephen, Samuel et David Farnsworth. En 1743, 10 familles se sont installées dans un carré de maisons interconnectées, enfermées dans une palissade avec une tour de garde. Au cours de l'été de 1746, le fort a été attaqué à plusieurs reprises par les Français et les Indiens, soutenus par le gouverneur de la Nouvelle-France, Joseph-Claude Boucher de Niverville. La gravité de ces attaques a incité les colons à abandonner le fort, qui est resté inoccupé pendant l'hiver 1746–47.
Le fort no 4 fut un lieu de protection contre les attaques franco-indiennes et un point de ralliement des milices coloniales américaines. Ce fut le point de refuge utilisé par Robert Rogers après la destruction du village d'Odanak en Nouvelle-France.

## Révolution américaine
Le fort servit également durant la Révolution américaine ; John Stark, major général dans l'Armée continentale leva une milice de 1 500 hommes venant du New Hampshire et du Massachusetts. Ils se regroupèrent en premier lieu au fort no 4, puis traversèrent le fleuve Connecticut et se dirigèrent vers l'ouest. Il en résulta la bataille de Bennington contre le général britannique John Burgoyne.